# Бристол (округ, Массачусетс)
Бристол (англ. Bristol County) — округ в США, в штате Массачусетс. По оценке Бюро переписи населения США, в 2010 году в округе проживало 548 285 человека.

## История
Округ Бристол был основан плимутской колонией 2 июня 1685 года и был назван в честь их «столицы», Бристола. Плимутская колония в 1691 году объединилась с колонией Массачусетского залива и колонией Мэн в провинцию Массачусетс.
В 1746 году, в результате долгих трений о границах, города Бристол, Баррингтон и Уоррен были отданы штату Род-Айленд, образовав тем самым одноимённый округ в Род-Айленде.

## Достопримечательности
Одной из достопримечательностей округа является так называемый Дайтон-рок (англ. Dighton Rock). Это сорокатонный камень, найденный в Дайтоне и покрытый петроглифами. В 1980 г. он был внесён в Национальный реестр исторических мест США под № 80000438.

## Известные уроженцы и жители
- Джон Джонс Кларк (англ. John Jones Clarke) (1803-1887) — американский политик, член Палаты представителей штата Массачусетс[англ.] (1836—1837) и Сената штата Массачусетс[англ.] (1853—1853), первый мэр Роксбери (Бостон)[англ.] (1846).